# Marga, víctima
Marga, víctima es el octavo capítulo de la cuarta temporada de la serie de televisión argentina Mujeres asesinas. Este episodio se estrenó el día 26 de febrero de 2008.
Este episodio cuenta con Julieta Ortega, en el papel de asesina.

## Desarrollo

### Trama
Marga (Julieta Ortega) es, efectivamente, la víctima de esta cruel historia. Rafael (Juan Palomino), su marido, la tiene encerrada como si fuera una esclava todo el día cosiendo ropa en un taller y ella debe pedirle permiso cada vez que quiere salir. En el mismo galpón también pasa sus tardes Miguel (Pepe Monje), hermano de Rafa y ambos están trabajando todo el día mientras él pierde el dinero de los tres en juegos de cartas y cervezas en un bar. Rafa se comporta de manera muy violenta con su mujer cuando algo no le gusta y además no le da un centavo. Como si fuera poco para esta historia, Miguel y Marga comienzan a tener un romance a escondidas. Sin embargo, es un amante muy cobarde como para salvar a Marga de los tormentos de Rafael. Cansada de tantos golpes, gritos y maltratos, Marga se encargará con sus propias manos de hacer justicia frente a tanta maldad. Cansada de golpes, insultos y gritos y en medio de una pelea entra Rafa y Miguel, Marga toma una escopeta y dispara hacia la espalda de Rafa. Miguel asombrado por lo que hizo Marga le empieza a gritar y reclamar fuertemente lo que hizo. Viendo que Miguel era igual que su hermano toma de nuevo la escopeta y le dispara.

### Condena
El abogado defensor alego que Margarita actuó en defensa propia y bajo un estado de emoción violenta. Su defensa fue desestimada por el juez. Margarita fue condenada a prisión perpetua.

## Elenco
- Julieta Ortega
- Juan Palomino
- Pepe Monje
- Ernesto Claudio
- Isabel Quinteros
- Gerónimo Zapata Contartese